# Puteoli Sporting Club 1914-1915
Questa pagina raccoglie i dati riguardanti la Puteolana nelle competizioni ufficiali della stagione 1914-1915.

## Stagione

### Piazzamento
Promozione 1914-1915-Girone Campano: 1º

Puteoli S.C. promosso in Prima Categoria 1919-1920

## Divise
| Manica sinistra · Maglietta · Maglietta · Manica destra · Pantaloncini · Calzettoni |

## Organigramma societario
Area direttiva
- Presidente:  ?

Area tecnica
- Allenatore:  ?

## Rosa
| N. |                   | Ruolo | Calciatore           |
| -- | ----------------- | ----- | -------------------- |
|    | Italia (bandiera) | P     | Migliaresi           |
|    | Italia (bandiera) | P-D   | Giuseppe Elia (III)  |
|    | Italia (bandiera) | D     | De Rosa              |
|    | Italia (bandiera) | D     | Emanuele Moretti (I) |
|    | Italia (bandiera) | D     | Postiglione          |
|    | Italia (bandiera) | D     | Salvatore Rocco      |
|    | Italia (bandiera) | D     | Biagio Saviano       |
|    | Italia (bandiera) | D     | Arturo Tizzano       |

| N. |                   | Ruolo | Calciatore                      |
| -- | ----------------- | ----- | ------------------------------- |
|    | Italia (bandiera) | C     | Giovanni Battista Moretti (III) |
|    | Italia (bandiera) | A     | Ceva-Grimaldi                   |
|    | Italia (bandiera) | A     | Ciro Elia (I)                   |
|    | Italia (bandiera) | A     | Eugenio Elia (II)               |
|    | Italia (bandiera) | A     | Iervolino                       |
|    | Italia (bandiera) | A     | Rubino                          |
|    | Italia (bandiera) |       | Roselli                         |
|    | Italia (bandiera) |       | Verdolino                       |

## Risultati

### Promozione

#### Girone Campano

##### Girone di andata
| Arbitro: | Caristo |

|                  |           |  |
| Ceva-Grimaldi ?’ | Marcatori |  |

| 17 gennaio 1915 2ª giornata |  | – Puteoli riposa |  |  |

| Agnano 24 gennaio 1915 3ª giornata | Naples | 2 – 2 | Puteoli SC | Campo del Poligono di Tiro |

##### Girone di ritorno
| Bagnoli 31 gennaio 1915 4ª giornata | Bagnolese | 1 – 3 | Puteoli SC | Campo ILVA |

| 7 febbraio 1915 5ª giornata |  | – Puteoli riposa |  |  |

| Pozzuoli 24 gennaio 1915 6ª giornata | Puteoli SC | 0 – 0 | Naples | Campo Armstrong |

#### Finale Campionato Regionale
| Arbitro: | Bruschini |

|                   |           |  |
| De Rosa ?’ (aut.) | Marcatori |  |

## Statistiche

### Statistiche di squadra
| Competizione         | Punti | In casa | In casa | In casa | In casa | In casa | In casa | In trasferta | In trasferta | In trasferta | In trasferta | In trasferta | In trasferta | In campo neutro | In campo neutro | In campo neutro | In campo neutro | In campo neutro | In campo neutro | Totale | Totale | Totale | Totale | Totale | Totale | DR |
| Competizione         | Punti | G       | V       | N       | P       | Gf      | Gs      | G            | V            | N            | P            | Gf           | Gs           | G               | V               | N               | P               | Gf              | Gs              | G      | V      | N      | P      | Gf     | Gs     | DR |
| -------------------- | ----- | ------- | ------- | ------- | ------- | ------- | ------- | ------------ | ------------ | ------------ | ------------ | ------------ | ------------ | --------------- | --------------- | --------------- | --------------- | --------------- | --------------- | ------ | ------ | ------ | ------ | ------ | ------ | -- |
| Promozione 1914-1915 | 4     | 2       | 1       | 1       | 0       | 1       | 0       | 2            | 1            | 1            | 0            | 5            | 3            | 0               | 0               | 0               | 0               | 0               | 0               | 4      | 2      | 2      | 0      | 6      | 3      | +3 |
| Campionato Regionale | 0     | 0       | 0       | 0       | 0       | 0       | 0       | 0            | 0            | 0            | 0            | 0            | 0            | 1               | 0               | 0               | 1               | 0               | 1               | 1      | 0      | 0      | 1      | 0      | 1      | -1 |
| Totale               | 4     | 2       | 1       | 1       | 0       | 1       | 0       | 2            | 1            | 1            | 0            | 5            | 3            | 1               | 0               | 0               | 1               | 0               | 1               | 5      | 2      | 2      | 1      | 6      | 4      | +2 |

### Statistiche dei giocatori
| Giocatore           | Promozione | Promozione |
| Giocatore           | Presenze   | Reti       |
| ------------------- | ---------- | ---------- |
| Ceva-Grimaldi       | 2          | 1          |
| De Rosa             | 2          | 0          |
| C. Elia             | 1          | 0          |
| E. Elia             | 1          | 0          |
| G. Elia             | 1          | -1         |
| Iervolino           | 1          | 0          |
| Migliaresi          | 1          | 0          |
| E. Moretti          | 1          | 0          |
| G. Battista Moretti | 1          | 0          |
| Postiglione         | 2          | 0          |
| S. Rocco            | 2          | 0          |
| Roselli             | 1          | 0          |
| Rubino              | 1          | 0          |
| B. Saviano          | 2          | 0          |
| A. Tizzano          | 2          | 0          |
| Verdolino           | 1          | 0          |